# Froot (álbum)
Froot (Estilizado en mayúsculas como FROOT) es el tercer álbum de estudio de la cantante galesa Marina and the Diamonds, publicado por primera vez el 13 de marzo de 2015 por Neon Gold, Atlantic Records y Warner Music Group.
De acuerdo con Metacritic, el álbum contó con reseñas positivas en su mayoría y acumuló un total de 75 puntos sobre 100 sobre la base de diecinueve críticas recopiladas. En general, los críticos alabaron el cambio de estilo de Diamandis y de su trabajo previo Electra Heart (2012). Froot tuvo un recibimiento comercial moderado en las diferentes listas de popularidad del mundo, llegando a los veinte primeros en diez países, como Australia, Irlanda y el Reino Unido. Además debutó en el octavo puesto del Billboard 200 en Estados Unidos siendo su primera entrada al top diez en dicho país.

## Antecedentes y publicación
En febrero de 2013, a casi un año del lanzamiento de Electra Heart (2012), Diamandis anunció que había comenzado a escribir canciones para su tercer álbum de estudio. Tiempo después, subió un fragmento de una canción a su cuenta en la aplicación Instagram, así como David Kosten fue confirmado como el productor del proyecto. Durante una entrevista, Diamandis habló acerca de «crecer y tomar el control de su sonido e identidad»:

«Tienes que tener un comienzo y final para una historia. Tienes que hacerlo en público. ¿Te imaginas si sólo dejara que ella fuera siendo olvidada? Tan pronto como terminé el disco y "Primadonna", salí, y me fui en esa carrera de promoción del trabajo, ya sabía lo que quería hacer con mi tercer disco. Yo ya sabía que iba a ser completamente diferente. Estaba muy agradecida por las experiencias y oportunidades que Electra Heart me había dado, pero nunca voy a hacerlo de nuevo. Fue muy temprano que entendí eso. No me puedo imaginar ni en un millón de años usando la peluca de nuevo [...] Fue una cosa de una sola vez, eso que hago a veces, era tan divertido [...] Realmente no quería hablar con nadie, mantenía un bajo perfil. No sé si soy como un "ave fénix que renace", pero me siento como una persona muy diferente. Sentía como si no hubiera cambiado entre los 18 y los 27, que es un tiempo muy fucking largo para no crecer o no enfrentarme con ciertos temas. Me siento más ligera ahora. Me siento muy diferente. Lo más extraño fue que era casi de noche. Tengo 29 años y no he experimentado esto antes en mi vida. Creo que fue algo que yo estaba buscando. Los años anteriores cuando yo estaba proyectando cinismo, o siendo sarcástica o lo que sea, fui yo misma todo el tiempo».

Más tarde Diamandis reveló que el nombre del álbum sería Froot. El anuncio vino acompañado de la portada y de la lista de canciones. La portada consiste en un recorte de su cabeza: en su cabello se reflejan luces de colores, además porta pendientes con forma de uva y un lápiz labial rojo; el nombre de la intérprete aparece justo en la parte superior, mientras que el título del álbum estilizado con el signo de infinito, se coloca abajo. Finalmente, la cantante confirmó que Froot sería lanzado el 6 de abril de 2015. Durante una presentación en enero, alegó que «[Froot] se siente diferente. Este [álbum] es muy importante para mí. Estoy seguro de que todo el mundo dice lo mismo de todos sus discos, pero es muy cierto para mí en este momento».
En febrero, aún faltando dos meses para su lanzamiento, el disco se filtró a Internet. Diamandis tomó tranquila la filtración, diciendo que «siempre estarás rodeada de gente barata. Estamos en este viaje juntos, y con independencia de los hechos ocurridos hoy, nada nos detendrá. Estoy en mi camino». Sin embargo, pidió a sus fanáticos que en caso de que de que se decidieran por escúcharlo, la apoyaran pre-ordenando el álbum en iTunes. Aun así, Marina adelantó la fecha de lanzamiento a un mes antes en todo el mundo. Si bien, en la semana del 6 de marzo por día comenzó a subir los audios de las canciones del disco, además de definir doce días para «celebrar cada "Froot del Mes"».

## Contenido musical

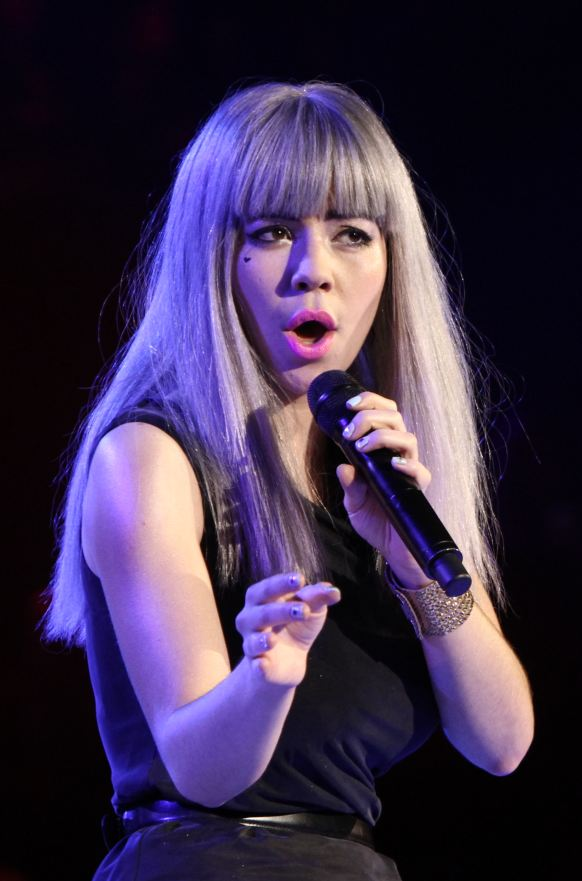
Froot representó un cambio lírico, emocional y artístico, con respecto a su anterior trabajo, Electra Heart (2012).

Musicalmente, Froot abarca como principales géneros musicales el indie pop y synth pop, aunque también presenta algunos derivados del pop alternativo y pop rock. Diamandis compuso y produjo todas las canciones del disco, recibiendo ayuda de David Kosten en esto último. Todo el álbum fue grabado con una banda en vivo.
El álbum comienza con «Happy», una «melodía de piano triste y sentida». Su letra «deja sus emociones al descubierto» y habla sobre «la tristeza que vivió, y cómo encontró la forma de ser feliz de nuevo». La pista homónima al álbum se trata de «estar listos para la felicidad, y estar dispuesto a amar a alguien, y ser tomado en cuenta plenamente como persona». Además está peculiarmente influenciada por las «gemas» de los setenta y los ochenta. «I'm a Ruin» es una composición midtempo en la cual Diamandis «reflexiona sobre la vida y amarse a sí misma de manera egoísta». Las voces tensas están respaldadas por «exuberantes sintetizadores» y tambores implacables. La siguiente canción, «Blue» es «un brillante reflejo synth de su pasado con disco influenciado más por su presente, combinando con un estribillo irresistible». Su sucesor, «Forget» es una tonada pop rock donde la voz de Diamandis está contra de la producción de rock con tintes, e incluye guitarras eléctricas e percusión instrumentos de percusión golpeando.
El disco continúa con «Gold», escrita por Diamandis en Alemania como resultado de la frustración que guardaba en ese momento; está llena de vibras electropop tropicales y «sintetizadores de ensueño». «Can't Pin Me Down» es una canción midtempo trance sobre «la gente tratando de definir quién eres. Se trata de las mujeres, principalmente. Se trata de lo que la gente espera que seas o qué piensan que eres, cuando en realidad no tienen ni idea». Además debido a la presencia de esta pista, el álbum fue marcado con la etiqueta Parental Advisory. «Solitaire», es una de las pistas que «sobresale porque es extremadamente mínima musicalmente». Diamandis mencionó que esta representa la idea de un «diamante solitario que simboliza algo fuerte y puro». Por su parte la «descarada» «Better Than That», es una «fórmula de mediados de los ochentas» que «sobresale como un futuro de peso pesado, rociado con ejes de wah-wah y clásicos de funk-rock». Según la intérprete la ayudó a «anunciar su nuevo cambio de dirección».
«Weeds» es una «parte introspectiva más lenta que tienden a eclipsar» en el álbum y «examina los restos de un amor perdido y se enfrenta a la lucha de escapar del pasado». Por su parte, «Savages» es el «toque de intensidad y sufrimiento» en Froot, y habla «de la violación y el abuso sexual». También trata de «iniciar una conversación sobre por qué estas cosas están en nuestros rasgos humanos. Debido a que son naturales para nosotros a pesar de que es muy difícil de escuchar. Nadie quiere decir que la violación es natural, pero es algo que se ha incrustado en nosotros, y es horrendo». Finalmente, el álbum cierra con «Immortal» una «delicada balada», en donde «las letras se destacan real e inteligentemente». Según la misma cantante, «es un tema muy universal, donde discutes cómo salir de tu marca y cómo es realmente importante para preservar los recuerdos y recordar a la gente».

## Recepción crítica
En general, Froot contó con críticas positivas por parte de los críticos musicales. De acuerdo con Metacritic, acumuló un total de 75 puntos de 100 sobre la base de diecinueve reseñas profesionales que recibió. Michael Cragg de The Observer le otorgó cuatro estrellas de cinco y mencionó que «la mayoría de las canciones toman [su] tiempo para desplegar el ritmo melancólico»; mientras que Caroline Sullivan de The Guardian le restó una estrella y lo llamó una «grabación de altas y bajas intensidades», que incluye una «gama de estilos que no siempre se unen bien». Martin Townsend del Sunday Express le dio una calificación completa de cinco estrellas y describió a Diamandis como un «enigma pop», complementando su sonido «que comprende algunos de los clichés R&B/pop de siempre» y llamó al álbum una comparación «nunca menos apasionante» de la era True Blue de Madonna (1986). Sarah Jamieson de la revista DIY escribió que en Froot, «[Diamandis] encuentra su más logrado e intrigante [álbum]», y lo aclamó como «la joya de su corona». Isabella Biedeharn de Entertainment Weekly atribuyó la complementación de su voz al cambio de sonido de Diamandis, diciendo que «va de un voluptuoso alto a un soprano revoloteando de una sola vez» y describió al álbum como una «buena diversión, con sus burbujeantes latidos». Tony Clayton-Lea de The Irish Times aplaudió la diversidad de medios de la entrega, notando que varían «desde los explosivos del club cortés, a los regresos a las baladas despejadas, y el glorioso pop», y afirmó que el álbum es «lo que conecta todo lo creactivo de Diamandis, que sigue siendo original, singular y ridículamente poptástica». Matt Collar del portal web Allmusic consideró que la obra «combina todo lo que era únicamente tentador, beligerante y feminista de su debut, al mismo tiempo que mantiene lo suficiente de ganchos pop entusiastas y ritmos de baile de Electra Heart», y además elogió la decisión de Diamandis de no colaborar con una gran cantidad de productores. Prosiguió:

«Es una obra atmosférica y sofisticada que encuentra a Diamandis en su propia entrada como artista. Cortes como el tenebroso "I'm a Ruin" y la lánguida "Immortal" son espaciosas, epopeyas introspectivas que recuerdan las balada cinematográfica de Annie Lennox. Pero Froot no es todo tonos oscuros, por el contrario, Diamandis, tiene su celebración de independencia fluorescente, tanto musical como líricamente. El crujiente y electro-infundido de los 80's "Savages", y el balanceo y nueva ola de sonido "Gold" yuxtaponen líneas de bajo con sintetizadores con brillo pop slap y cobarde, Diamandis directora de su voz, se eleva por encima, [en] ritmos pulsantes boyantes».

Collar finalizó diciendo que «en última instancia, con Froot, Diamandis ha elaborado un arco swaggeringly e impresionante álbum que equilibra su dulzura pop con un vencimiento de raíces profundas». Lisa Wright de Digital Spy dio tres estrellas de cinco y se dio cuenta de un problema de identidad en el álbum, diciendo que «hay mucho en Froot que amar e incluso las pistas que se sumergen en aguas fletadas todavía tienen una chispa juguetona difícil de no gustar, pero en tres álbumes, todavía es difícil ver dónde Marina encaja en el espectro del pop». Marc Hirsh de The Boston Globe describió a Diamandis como «un curioso espécimen», que se revela a sí misma como una artista más astuta con una «inspección más cercana», también señaló que algunas pistas fracasarán, todas ellas son exactamente lo suficientemente maduras. Laurence Day de The Line of Best Fit dijo que Froot es «una antología de discusiones existencialistas astutas», y lo llamó «uno de los más complejos de álbumes pop de los últimos años». Rory Cashin de State consideró que el álbum es «mucho más centrado» que Electra Heart, y elogio a Diamandis por ser «esa extraña emocionalmente inteligente que supo articular perfectamente esos pensamientos extraños y reacciones que todos tenemos pero nunca [podemos] admitir». Concluyó afirmando que con Froot, tenemos que saber un poco más de Marina, y por ello, nos conocemos un poco mejor también.

### Reconocimientos
Froot también llamó la atención de varios medios de comunicación. En diciembre de 2014, la revista Paper y el sitio web Digital Spy enlistaron al álbum en sus listas de «10 álbumes que perseguirán tus sueños en 2015» y «20 álbumes por los que estamos más emocionados en el 2015», respectivamente. Posteriormente, durante el primer bimestre de 2015 varios portales como  Fuse y AXS formaron un conteo de los lanzamientos musicales más esperados para el año, donde Froot ubicó los cinco primeros. Más tarde, Fuse y Swide lo enlistó en su lista de los «álbumes más esperados para la primavera». Por su parte, en BuzzFeed obtuvo el decimotercer puesto de los que serían los mejores álbumes de 2015. En abril, Idolator realizó una encuesta a sus lectores, donde preguntó sobre el «mejor álbum del invierno de 2015», donde Froot ganó con un total de 7784 votos que representan el 39%, superando así a Reflection de Fifth Harmony, Rebel Heart de Madonna, entre otros.

## Recibimiento comercial
Cuatro días después de su entrega, Keith Caulfield de Billboard estimó que Froot, conseguiría entrar al top diez del Billboard 200 acreditando un aproximado de 45 000 ejemplares durante su primera semana en el mercado. Así sucedió para la edición del 4 de abril, cuando debutó en el octavo puesto, con 46 000 copias, siendo de estas, 43 000 tradicionales, convirtiéndose en la primera vez que Diamandis logra entrar a los diez primeros. Estas mismas ventas dieron al álbum las posiciones cuatro y veintiún en las listas Digital Albums y Tastemaker Albums, respectivamente. Para su siguiente semana en Billboard 200 cayó hasta la casilla noventa y tres; una semana después bajó nuevamente hasta el puesto 181. En Canadá debutó en el número seis de su lista principal de álbumes con 4500 copias vendidas.
En el Reino Unido, Froot consiguió el décimo puesto del UK Albums Chart con 10 411 ejemplares en su debut. Para la siguiente semana, cayó a la cuadragésima cuarta casilla con 2294 copias respaldadas. Por su parte, en Irlanda ubicó el número cuatro. En Alemania obtuvo la posición veinticuatro, en Austria la treinta y ocho, en España la veintisiete, en Finlandia la diecinueve, en Italia y Francia la sesenta y ocho, en los Países Bajos el vigésimo primer puesto, en Noruega el treinta y uno, en Suecia el cuarenta y ocho, y en Suiza el décimo. En Bélgica logró el noventa y dos en la Región Flamenca, mientras que en la Valona fue el sesenta y uno. En Australia y Nueva Zelanda alcanzó la décima segunda posición.

## Promoción

### Sencillos
Para el lanzamiento de sencillos, Diamandis creó una estrategia con el nombre de «Froot del Mes», esta consiste en que cada mes antes de la publicación del álbum, Marina liberaría una pista, por lo que al final habrían sido lanzados seis sencillos. El día de cumpleaños de Diamandis, su sello discográfico estrenó el primer sencillo del disco, «Froot». La canción contó con críticas generalmente favorables. Lucas Villa de AXS opinó que la canción es un retorno al pop peculiar de The Family Jewels. Ryan Reed de Billboard mencionó que «la sutileza no es el objetivo de "Froot", un explosivo pop musicalmente fresco pero líricamente rancio abastecido con metáforas como sexo y alimentos». Su vídeo musical fue estrenado el 11 de noviembre y está dirigido por Chino Moya. El 12 de diciembre de ese año, «Happy» fue elegido como el segundo corte. Contó con buenos comentarios de los críticos. Bradley Stern de Muumuse dijo que «es la más dulce de las melodías de piano. Como continúa, la canción rellena con alguna producción sútil, incluyendo frías armonías de fondo y una luz, saltando al ritmo del tambor». Según Michelle Ggeslani de Consequence Of Sound, «la canción es una balada escueto que está tranquilamente respaldada sólo por el delicado ronroneo de un piano. Sin embargo, su austeridad sirve como su mayor fortaleza y permite a la cantante galesa transmitir alegría y exaltación en sus propios términos». «Happy» contó con un vídeo musical acústico dirigido por Paul Caslin.
El tercer sencillo, «Immortal», fue publicado de sorpresa de año nuevo, junto con su vídeo musical nuevamente por Caslin. Ryan Reed de Billboard escribió que «Immortal» no se aleja del alegre electropop de "Oh No!" y "Primadonna" y Marina «utiliza la austeridad fantasmal de "Immortal" para fortalecer su posición como baladista. Las letras pueden ser empalagosas, pero la moderación ingeniosa de su voz dan señales de crecimiento real». Por su parte, Kevipod de Direct Lyrics describió a la canción como «definitivamente oscura, tiene un tempo lento, hay algunos elementos de sintetizador, y es bastante épica. Es una canción tan espiritual». El siguiente sencillo, «I'm a Ruin» fue filtrado a Internet, debido a una anticipación de entrega de los discos de vinilo de los sencillos. Sin embargo, Diamandis anunció que estrenaría la versión oficial el 27 de enero en el programa de radio de Huw Stephens. Aun así, estuvo disponible para su descarga, seis días después. Ali Shutler de la revista DIY llamó a la canción «inquietante, poderosa [y] agitada». Markus Lundqvist dirigió su videoclip; y por su parte Bradley Stern de Idolator consideró que el clip se centra en el estilo más que en la trama. Este también contó con un vídeo acústico. Posteriormente, «Forget» se publicó como el quinto sencillo el 2 de marzo. Los reseñistas elogiaron la voz de Marina, y la inclusión de la guitarra eléctrica e instrumentos de percusión. Su vídeo promocional nuevamente por Lundqvist, recibió buenos comentarios que aludieron su cambio constante de estilos; mientras que otros lo clasificaron de «pobre».

### Gira
Como parte de la promoción de Froot, Diamandis anunció desde noviembre hasta febrero su participación en diversos festivales en Estados Unidos, Argentina, Chile y Brasil. Posteriormente, al anunciar más fechas, confirmó su tercera gira musical, Neon Nature Tour. En una entrevista con The Guardian reveló que esperaba que la mercancía se conformara por dos tipos de camisetas, las primeras scratch and sniff, y las otras que brillaran en la oscuridad para que los miembros de la audiencia pudieran usarlas y ser parte del espectáculo. También incorporarían sombra de ojos y esmalte de uñas con colores característicos de Diamandis.

### Otros medios
El 16 de marzo de 2015 Diamandis presentó versiones acústicas de «Froot» y «Happy» para A-Sides With Jon Chattman en Nueva York. Ocho días después, realizó nuevamente una sesión acústica del álbum para un evento organizado por la línea de cosméticos Boots Beauty. Al día siguiente, cantó «Forget» en Good Morning America, siendo esta la primera vez que visitó el programa. Esa misma noche, asistió a Late Night With Seth Meyers e interpretó «Froot». El 26 de marzo y 27 de abril, volvió a presentar «Forget», pero ahora en VH1 Big Morning Buzz Live y el talk show Conan, respectivamente. El 26 de mayo, cantó «Froot», «Forget» y «Happy» en una sesión acústica para iHeartRadio.

## Lista de canciones
Todas las canciones escritas y compuestas por Marina Diamandis. Producidas por Diamandis y David Kosten. 
| Froot |                     |          |  |
| N.º   | Título              | Duración |  |
| 1.    | «Happy»             | 4:03     |  |
| 2.    | «Froot»             | 5:31     |  |
| 3.    | «I'm a Ruin»        | 4:32     |  |
| 4.    | «Blue»              | 4:14     |  |
| 5.    | «Forget»            | 4:10     |  |
| 6.    | «Gold»              | 4:14     |  |
| 7.    | «Can't Pin Me Down» | 3:26     |  |
| 8.    | «Solitaire»         | 4:37     |  |
| 9.    | «Better Than That»  | 4:36     |  |
| 10.   | «Weeds»             | 4:08     |  |
| 11.   | «Savages»           | 4:16     |  |
| 12.   | «Immortal»          | 5:21     |  |
| 53:09 |                     |          |  |

## Posicionamiento en listas

### Semanales
| País (Lista 2015)                  | Mejor posición |
| ---------------------------------- | -------------- |
| Alemania                           | 24             |
| Australia                          | 12             |
| Austria                            | 38             |
| Bélgica (Flandes)                  | 92             |
| Bélgica (Valona)                   | 61             |
| Canadá                             | 6              |
| Escocia                            | 9              |
| España                             | 27             |
| Estados Unidos (Billboard 200)     | 8              |
| Estados Unidos (Tastemaker Albums) | 21             |
| Finlandia                          | 19             |
| Francia                            | 68             |
| Irlanda                            | 4              |
| Italia                             | 68             |
| Reino Unido                        | 10             |
| Países Bajos                       | 21             |
| Noruega                            | 31             |
| Nueva Zelanda                      | 12             |
| Suecia                             | 48             |
| Suiza                              | 10             |

## Historial de lanzamientos
| País           | Fecha               | Formato                       | Discográfica                 | Ref.                    |
| -------------- | ------------------- | ----------------------------- | ---------------------------- | ----------------------- |
| Alemania       | 13 de marzo de 2015 | CD y descarga digital         | Warner Music Group           | [ 1 ] [ 139 ]           |
| Australia      | 13 de marzo de 2015 | CD y descarga digital         | Warner Music Group           | [ 140 ] [ 141 ]         |
| Irlanda        | 13 de marzo de 2015 | CD, descarga digital y vinilo | Neon Gold y Atlantic Records | [ 142 ] [ 143 ] [ 144 ] |
| Reino Unido    | 13 de marzo de 2015 | Descarga digital              | Neon Gold y Atlantic Records | [ 145 ]                 |
| Reino Unido    | 16 de marzo de 2015 | CD y vinilo                   | Neon Gold y Atlantic Records | [ 146 ] [ 147 ]         |
| Estados Unidos | 16 de marzo de 2015 | CD y descarga digital         | Neon Gold y Atlantic Records | [ 33 ] [ 148 ]          |
| Italia         | 17 de marzo de 2015 | CD                            | Warner Music Group           | [ 149 ]                 |
| Argentina      | 18 de marzo de 2015 | CD                            | Warner Music Group           | [ 150 ]                 |
| Alemania       | 20 de marzo de 2015 | Vinilo                        | Warner Music Group           | [ 151 ]                 |
| Brasil         | 28 de marzo de 2015 | CD                            | Warner Music Group           | [ 152 ]                 |
| Canadá         | 14 de abril de 2015 | Vinilo                        | Neon Gold y Atlantic Records | [ 153 ]                 |
| Estados Unidos | 14 de abril de 2015 | Vinilo                        | Neon Gold y Atlantic Records | [ 154 ] [ 155 ]         |
| Italia         | 28 de abril de 2015 | Vinilo                        | Warner Music Group           | [ 156 ]                 |

## Créditos y personal
Créditos adaptados a Discogs.
| - Marina Diamandis – vocales, teclados, coros, composición y producción. - David Kosten – ingeniería, teclados, instrumentos de percusión, producción, programación y mezcla (pista 1) - Mo Hausler – Ingeniería - Lewis Hopkin – Máster de grabación - Wez Clarke – Mezcla y programación | - Bajo – Chris McGrath (pista 11), James Ahwai (pistas 2, 5, 7, 8, 10, 12) y Jeremy Pritchard (pistas 1, 3, 4, 9) - Guitarra – Alexander Robertshaw (pistas 1-9, 11), Fyfe Dangerfield (pista 9) y Keith Bayley (pistas 5, 10, 11) - Tambor – Jason Cooper (pista 1-5, 7-12) - Piano – Fyfe Dangerfield (pista 1) | - Sam Coldy – Portada - Charlotte Rutherford – Fotografía |